# Villino Boncompagni Ludovisi
Il villino Boncompagni Ludovisi è un edificio situato in via Boncompagni 18, a Roma (Rione XVII Sallustiano, quartiere Ludovisi). Nato con finalità residenziali, il villino ospita oggi il Museo Boncompagni Ludovisi per le arti decorative.

## Storia
Fu edificato tra il 1901 e il 1903 dall'architetto Giovanni Battista Giovenale (1849 - 1934) per la famiglia dei principi Boncompagni Ludovisi su un'ampia presella, all'angolo tra via Boncompagni e via Quintino Sella, già di proprietà della famiglia in quanto facente parte della villa Ludovisi, lottizzata a partire dal 1883.
L'edificio, in forma di parallelepipedo coronato da una balaustra, su due piani fuori terra più seminterrato ed ammezzato, si affaccia con uno dei lati minori su via Boncompagni ed offre le altre tre facciate al giardino. Il lato esposto a sud è caratterizzato da un breve avancorpo che accentua la monumentalità della facciata per mezzo di un portale con scalone digradante al giardino e una loggia con colonne al primo piano; un bovindo è presente all'estremità dell'edificio. Sul lato esposto a nord è presente un altro avancorpo, più pronunciato, che ospita una galleria carrabile di accesso all'edificio (vestibolo) alla cui estremità si apre il monumentale portale su via Boncompagni.
Giovenale propone nell'edificio gli stilemi di un sobrio barocchetto, con facciate scandite da lesene e cornici marcapiano, e finestre coronate da timpano. L'architetto introduce alcune concessioni ad un gusto più esuberante, di ispirazione rococò, soprattutto negli apparati decorativi, come nelle cornici delle finestre e nel portale su via Boncompagni, ispirato a quelli degli hôtel particulier parigini.
All'interno è da segnalare il salone con volta a padiglione e pareti dipinte a tempera rappresentanti i viali ed i giardini della scomparsa villa Ludovisi. Permangono altresì alcuni degli arredi originari.
L'ampio giardino ospita alcune specie arboree ad alto fusto, tra cui magnolie e palme, ed una dépendance per il personale di servizio.